# Чемпіонат України з футболу серед аматорів 2021—2022
Чемпіонат України з футболу серед аматорів 2021—2022 — 26-й чемпіонат України серед аматорів. Турнір розпочався 7 серпня 2021 року. 24 лютого 2022 року змагання було призупинене через російське вторгнення в Україну. 8 травня 2022 року Виконком УАФ затвердив рішення про дострокове завершення сезону без визначення призерів. Турнірна таблиця зафіксована станом на 24 лютого 2022 року.

## Регламент змагань
29 команд, розділених на три групи, грають двоколовий турнір за круговою системою.
Після завершення групового етапу проводиться фінальна частина змагань у форматі плей-оф, до якого вийдуть 8 команд. Кожна зі стадій фінального етапу, крім фінального матчу, складається з двох матчів, один з яких проводиться вдома, а інший — на виїзді, в залежності від результатів жеребкування.
Фінальний матч проводиться на нейтральному полі. За підсумками фінального матчу визначається чемпіон і срібний призер чемпіонату. Команди, що вибули зі змагань на стадії 1/2 фіналу плей-оф, отримують звання бронзових призерів чемпіонату.

## Група 1

### Учасники
У Групі 1 грають клуби, що представляють Захід України, та київський «Локомотив», котрий заявився до змагань вже після їх початку.
| Команда        | Місто            | Область           |
| -------------- | ---------------- | ----------------- |
| Агрон          | Великі Гаї       | Тернопільська     |
| Довбуш         | Чернівці         | Чернівецька       |
| Локомотив      | Київ             | м. Київ           |
| Маяк           | Сарни            | Рівненська        |
| Нива           | Теребовля        | Тернопільська     |
| ОДЕК           | Оржів            | Рівненська        |
| Прикарпаття-2  | Івано-Франківськ | Івано-Франківська |
| Ураган         | Черніїв          | Івано-Франківська |
| Фенікс-Стефано | Підмонастир      | Львівська         |
| Юність         | Верхня Білка     | Львівська         |

### Турнірна таблиця
| Поз | Команда        | І | В | Н | П | ГЗ | ГП | РГ  | О  | Кваліфікація |
| --- | -------------- | - | - | - | - | -- | -- | --- | -- | ------------ |
| 1   | Агрон          | 9 | 7 | 1 | 1 | 18 | 7  | +11 | 22 |              |
| 2   | Юність         | 9 | 5 | 3 | 1 | 23 | 8  | +15 | 18 |              |
| 3   | Ураган         | 9 | 6 | 0 | 3 | 14 | 12 | +2  | 18 |              |
| 4   | ОДЕК           | 9 | 5 | 3 | 1 | 21 | 7  | +14 | 18 |              |
| 5   | Фенікс-Стефано | 9 | 4 | 1 | 4 | 15 | 12 | +3  | 13 |              |
| 6   | Маяк           | 8 | 2 | 3 | 3 | 10 | 9  | +1  | 9  |              |
| 7   | Прикарпаття-2  | 9 | 3 | 0 | 6 | 10 | 25 | −15 | 9  |              |
| 8   | Довбуш         | 8 | 2 | 3 | 3 | 8  | 12 | −4  | 9  |              |
| 9   | Нива Т         | 9 | 2 | 2 | 5 | 10 | 10 | 0   | 8  |              |
| 10  | Локомотив      | 9 | 0 | 0 | 9 | 4  | 31 | −27 | 0  |              |

## Група 2

### Учасники
У Групі 2 грають клуби, що представляють Північ України.
| Команда     | Місто               | Область      |
| ----------- | ------------------- | ------------ |
| Атлет       | Київ                | м. Київ      |
| Біла Церква | Біла Церква         | Київська     |
| Єдність     | Київ                | м. Київ      |
| Звягель     | Новоград-Волинський | Житомирська  |
| Кудрівка    | Кудрівка            | Чернігівська |
| Нафтовик    | Охтирка             | Сумська      |
| Нива        | Бузова              | Київська     |
| Олімпія     | Савинці             | Полтавська   |
| ОФКІП       | Київ                | м. Київ      |
| ЮКСА        | Київ                | м. Київ      |

### Турнірна таблиця
| Поз | Команда     | І | В | Н | П | ГЗ | ГП | РГ  | О  | Кваліфікація                   |
| --- | ----------- | - | - | - | - | -- | -- | --- | -- | ------------------------------ |
| 1   | Нива Б      | 9 | 8 | 1 | 0 | 23 | 4  | +19 | 25 | Клуб здобув професійний статус |
| 2   | Кудрівка    | 9 | 7 | 2 | 0 | 26 | 4  | +22 | 23 |                                |
| 3   | Олімпія     | 9 | 7 | 0 | 2 | 21 | 7  | +14 | 21 |                                |
| 4   | Нафтовик    | 9 | 6 | 1 | 2 | 16 | 7  | +9  | 19 |                                |
| 5   | Атлет       | 9 | 5 | 0 | 4 | 20 | 13 | +7  | 15 |                                |
| 6   | Звягель     | 9 | 4 | 0 | 5 | 8  | 15 | −7  | 12 | Клуб здобув професійний статус |
| 7   | ОФКІП       | 9 | 3 | 0 | 6 | 6  | 16 | −10 | 9  |                                |
| 8   | ЮКСА        | 9 | 1 | 1 | 7 | 7  | 29 | −22 | 4  |                                |
| 9   | Біла Церква | 9 | 0 | 2 | 7 | 4  | 25 | −21 | 2  |                                |
| 10  | Єдність     | 9 | 0 | 1 | 8 | 7  | 29 | −22 | 1  |                                |

## Група 3

### Учасники
У Групі 3 грають клуби, що представляють Центр та Південь України.
| Команда              | Місто         | Область          |
| -------------------- | ------------- | ---------------- |
| Васт                 | Миколаїв      | Миколаївська     |
| Зірка                | Кропивницький | Кіровоградська   |
| Каховка              | Каховка       | Херсонська       |
| Легіонер             | Дніпро        | Дніпропетровська |
| МФК Металург-2       | Запоріжжя     | Запорізька       |
| Мотор                | Запоріжжя     | Запорізька       |
| Олімп                | Кам'янське    | Дніпропетровська |
| ОСДЮШОР-ФК Запоріжжя | Запоріжжя     | Запорізька       |
| Хлібороб             | Нижні Торгаї  | Херсонська       |

### Турнірна таблиця
| Поз | Команда              | І | В | Н | П | ГЗ | ГП | РГ  | О  | Кваліфікація                   |
| --- | -------------------- | - | - | - | - | -- | -- | --- | -- | ------------------------------ |
| 1   | Мотор                | 8 | 8 | 0 | 0 | 28 | 2  | +26 | 24 |                                |
| 2   | МФК Металург-2       | 8 | 4 | 3 | 1 | 20 | 8  | +12 | 15 | Клуб здобув професійний статус |
| 3   | Хлібороб             | 8 | 3 | 3 | 2 | 9  | 11 | −2  | 12 |                                |
| 4   | Васт                 | 8 | 2 | 4 | 2 | 14 | 16 | −2  | 10 | Клуб здобув професійний статус |
| 5   | Зірка                | 8 | 2 | 4 | 2 | 11 | 13 | −2  | 10 |                                |
| 6   | Олімп                | 8 | 2 | 3 | 3 | 11 | 11 | 0   | 9  |                                |
| 7   | Каховка              | 8 | 2 | 1 | 5 | 8  | 23 | −15 | 7  |                                |
| 8   | Легіонер             | 8 | 1 | 3 | 4 | 11 | 20 | −9  | 6  |                                |
| 9   | ОСДЮШОР-ФК Запоріжжя | 8 | 0 | 3 | 5 | 8  | 16 | −8  | 3  |                                |